# Eusebio Bardají Azara

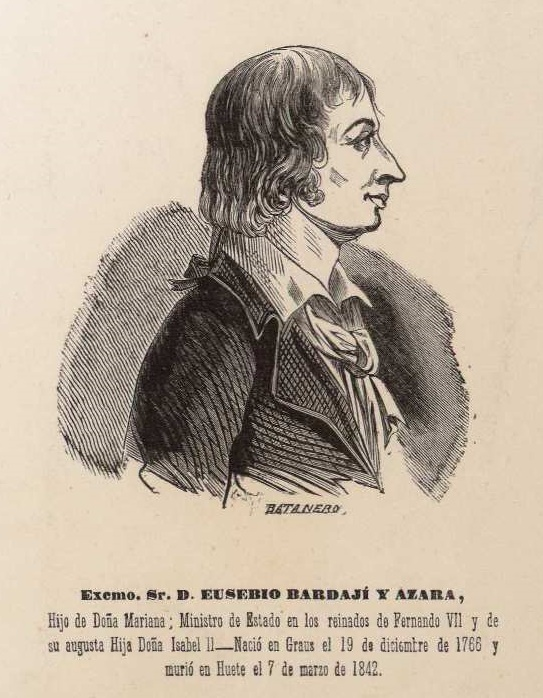
Eusebio Bardají Azara

Eusebio Bardají y Azara (* 19. Dezember 1776 in Graus; † 7. März 1842 in Huete) war ein spanischer Rechtswissenschaftler, Diplomat, Politiker und Ministerpräsident Spaniens (Presidente de Gobierno).

## Biografie

### Studium und diplomatische Laufbahn
Nach dem Schulbesuch absolvierte er ein Studium der Rechtswissenschaften an der Universität Saragossa sowie an der Spanischen Schule von San Clemente (Colegio Español de "San Clemente") der Universität Bologna. Nach dem Abschluss des Studiums verblieb er als Diplomat zunächst in Bologna. 1800 wurde er Sekretär der Botschaft in Wien.
Im Anschluss daran wurde er Sekretär seines Onkels, des damaligen Botschafters in Paris, wo er als aktiver Unterstützer von Papst Pius VII. auftrat, der nach dem Kirchenstreit mit Napoléon Bonaparte in Fontainebleau gefangen gehalten wurde. Für sein mutiges Auftraten fand er dabei die Anerkennung von Kardinal Francisco Antonio de Lorenzana. Während der letzten Jahre der Regentschaft von König Karl IV. kehrte er bis 1808 als Bevollmächtigter Gesandter nach Wien zurück.
Nach dem Ausbruch des Spanischen Unabhängigkeitskrieges kehrte nach Spanien zurück, wo er von 1809 bis 1810 Erster Sekretär der Ständeversammlung (Cortes) von Cádiz war. Vom 20. März 1810 bis zum 6. Februar 1812 war er Erster Staatssekretär (Primera Secretarío de Estado), dessen Aufgabenbereich im Prinzip dem eines Ministerpräsidenten entsprach, ehe er als Außerordentlicher Unterhändler nach Sankt Petersburg.
Nachdem König Ferdinand VII. 1813 nach dem Verzicht von Joseph Bonaparte auf den spanischen Königsthron zurückkehren konnte, wurde er wieder in den diplomatischen Dienst zurückberufen, wo er in den folgenden Jahren an den Botschaften in Lucca, London und Paris tätig war.

### Spanische Revolution von 1820 und Aufstieg zum Ministerpräsidenten
Nach dem Beginn der Spanischen Revolution von 1820 und seiner Rückkehr nach Spanien wurde er am 4. März 1821 erneut Erster Staatssekretär der liberalen Regierung (Trienio Liberal). Dieses Amt bekleidete er bis zum 8. Januar 1822. Nachdem König Ferdinand VII. nach der Französischen Invasion in Spanien 1823 erneut die absolute Macht übernommen hatte, zog er sich nach Huete (Provinz Cuenca) zurück.
Erst zehn Jahre später nahm er wieder Einfluss auf das politische Leben, indem er im April 1834 Unterstützer des vom damaligen Ministerpräsidenten Francisco Martínez de la Rosa eingebrachten neuen Grundrechts (Estatuto Real de 1834) war. Als Anerkennung dafür wurde er von diesem als Vertreter der Provinz Cuenca zum Senator ernannt.
Am 18. August 1837 wurde er dann schließlich selbst zum Ministerpräsidenten Spaniens (Presidente de Gobierno) ernannt. Allerdings übte er dieses Amt nur zwei Monate bis zum 18. Oktober 1837 aus und zog sich im Anschluss aus der Politik zurück.

## Ehrenämter
Bardají Azara wurde am 2. Juli 1808 zum Ehrenmitglied der Königlichen Akademie der Schönen Künste von San Fernando (Real Academia de Bellas Artes de San Fernando) ernannt, deren Protektor er von 1821 bis 1822 war.